# Jugulator (mamífero)
Jugulator es un género extinto de mamífero que vivió durante el periodo Cretácico en América del Norte. Era un miembro de lo eutriconodontes, y sus fósiles se hallaron en la Formación Cedar Mountain, y constituye un posible registro de un taxón grande y especializado ecológicamente, mostrando la diversidad de los mamíferos en el Mesozoico.

## Descripción
Jugulator es conocido principalmente de dientes aislados y huesos dentarios. Este género se distingue sobre todo por su relativamente gran tamaño, estando entre los mayores mamíferos en su región, con algunos molares midiendo más de 5 milímetros de longitud y con una masa corporal estimada en unos 750 gramos. El incisivo medio inferior es bastante grande, con una corona en forma de manopla que posee superficies de corte afiladas.

## Filogenia
Tradicionalemnte ha sido reconocido como un eutriconodonte triconodóntido, y los análisis filogenéticos han encontrado que Jugulator es parte de un clado que también incluye a Volaticotherium, Ichthyoconodon, Triconolestes y Argentoconodon, tentativamente conocido como Volaticotheria.

## Paleobiología
Jugulator es notable por ser un mamífero grande para los estándares del Mesozoico. Esto combinado con las adaptaciones generales hacia la dieta carnívora ue muestran los eutriconodontes, hace posible decir que sería un depredador de otros vertebrados como mamíferos, lagartos e incluso pequeños dinosaurios. Otros eutriconodontes grandes como Repenomamus y Gobiconodon muestran evidencia de depredación directa o consumo de carroña de tales criaturas, por lo que es posible que también Jugulator exhibiera ese tipo de comportamientos.
Se sabe que los parientes más cercanos de Jugulator eran planeadores, por lo que se asume con base en el soporte filogenético que este sería también su caso.

## Paleocología
Jugulator aparece en los depósitos de mediados del Cretácico de la Formación Cedar Mountain, en donde se han hallado a varios dinosaurios icónicos de América del Norte como Utahraptor y Cedarosaurus. Igualmnente se ha hallado a una gran variedad de especies de mamíferos, incluyendo a otros eutriconodontes como Astroconodon y Corviconodon, así como multituberculados como Cedaromys y Janumys y a varios mamíferos terios como Montanalestes y Atokatheridium. Esta diversa fauan de mamíferos muestra la transición de los taxones dominantes durante el Cretácico Inferior a las faunas compuestas por mamíferos multituberculados y terios que predominarían en Laurasia durante el Cretácico Superior.